# Mucur
Mucur est une ville et un district de la province de Kırşehir dans la région de l'Anatolie centrale en Turquie. Elle est située à 210 km d'Ankara, à 110 km de Kayseri et à 23 km de Kırşehir, à une altitude de 935 mètres.
Les tapis de Mucur – notamment les tapis de prière – sont réputés de longue date.

## Galerie

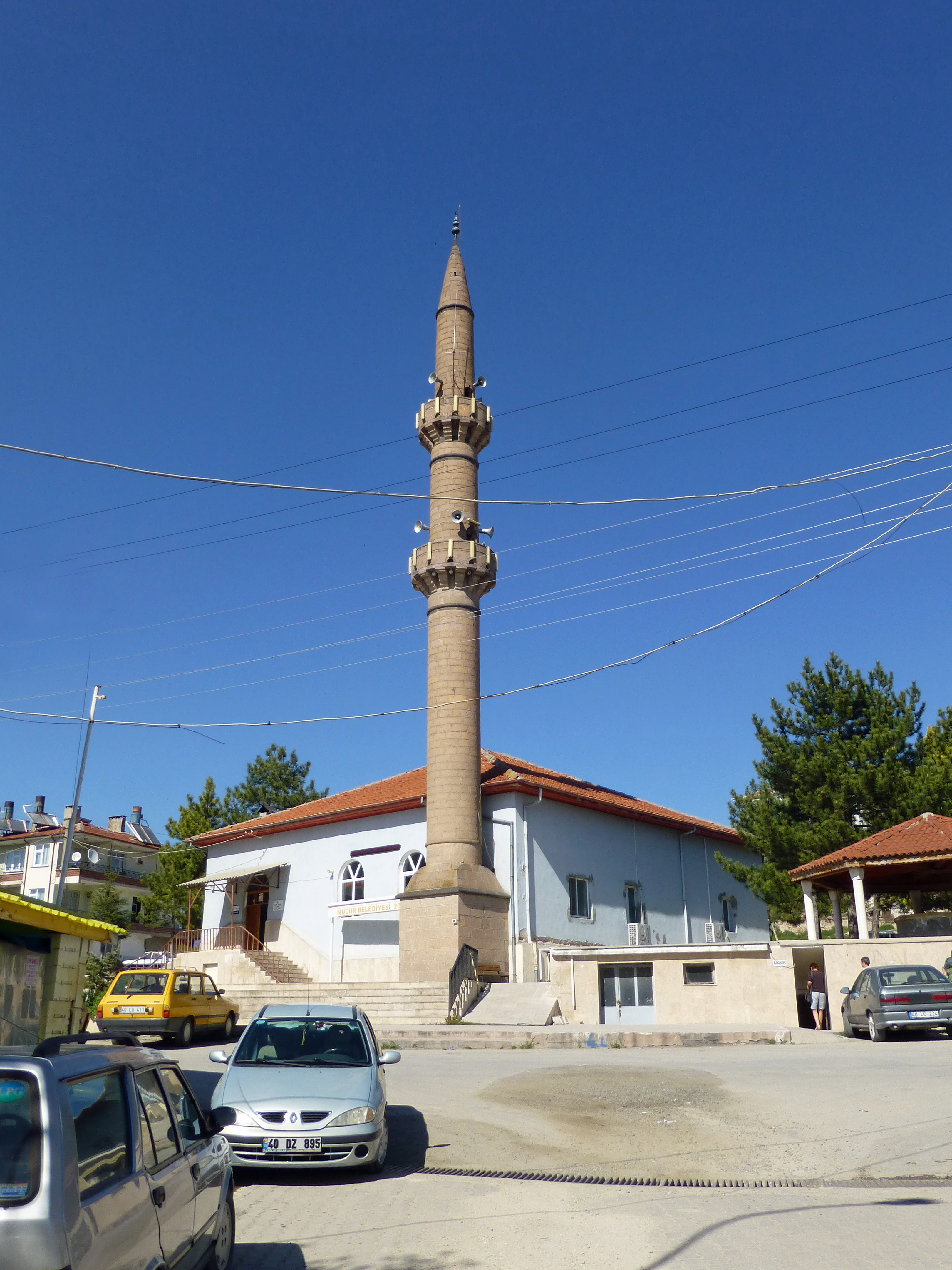
Une mosquée
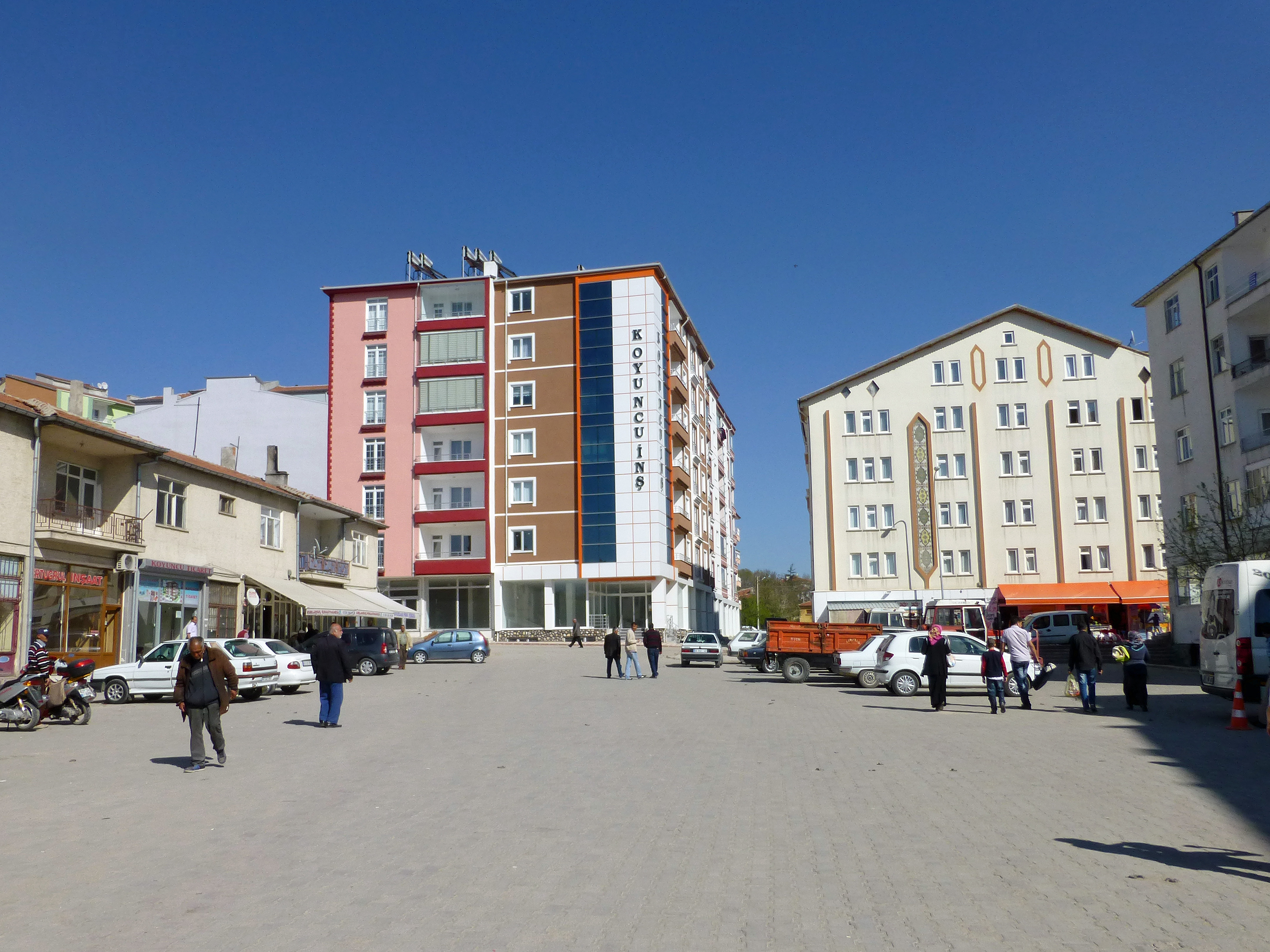
Une place
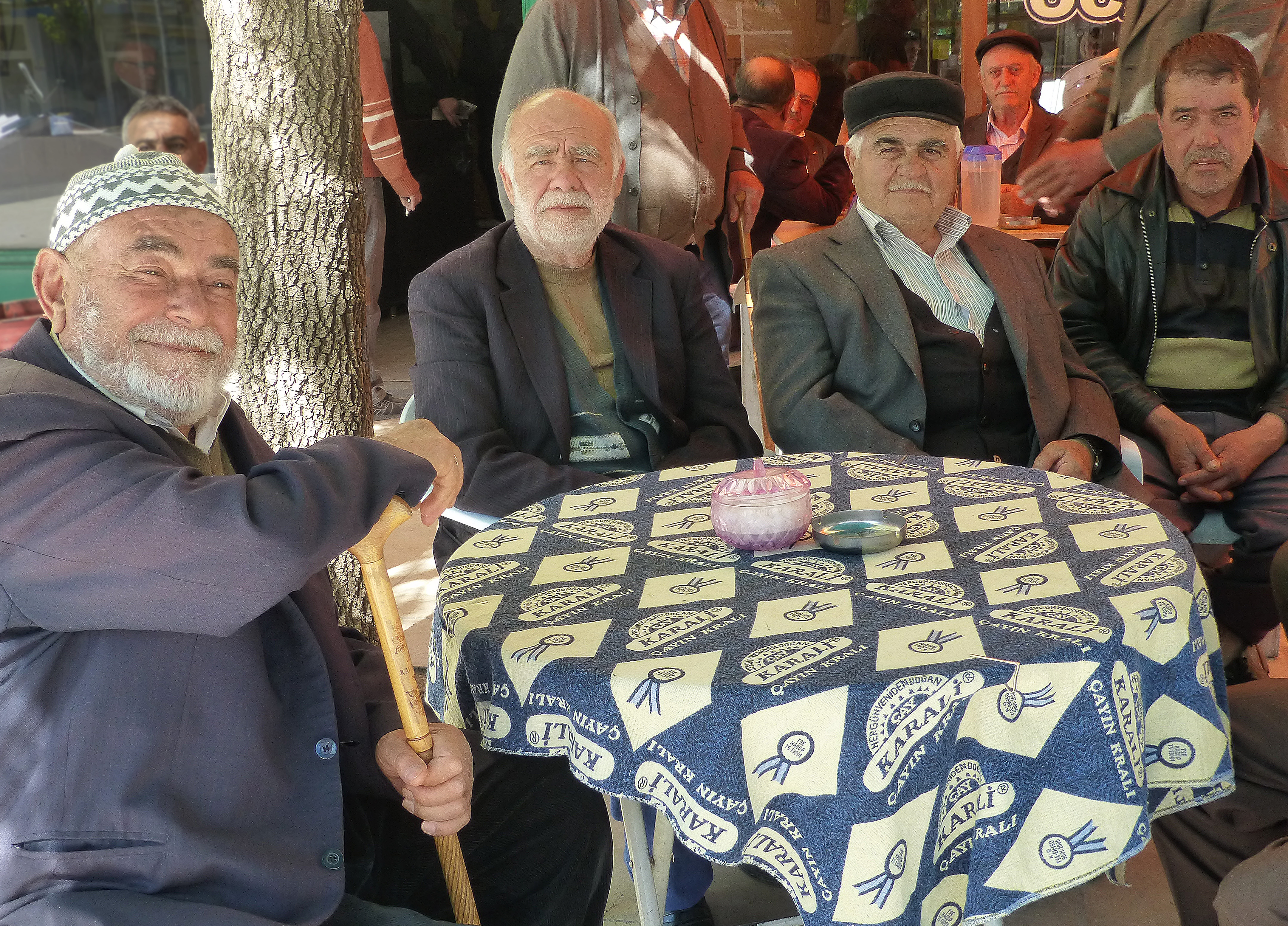
Habitants de Mucur attablés dans un café